# Csatári János
Csatári János (Tsatári János) (sarkadi) (Debrecen, 1730 – Debrecen, 1782. február 7.) városi tanácsos.

## Élete
Nemesi családból származott, a gymnasiumot szülővárosában végezte; innét Belgiumba és Szászországba ment ki s Halléban jogot tanult. Azután Debrecenben 27 évig különféle községi hivatalokat viselt és mint a város tanácsosa halt meg Debrecenben. Neje Hatvani Mária volt és így Hatvani tanárral atyafiságba jutott.

## Munkái
- Magyarország historiájának rövid summája, melyet hazájához való szeretetéből irt. Halle, 1749

Kéziratban hátrahagyott magyar munkái:
- Scientia numismatica, avagy pénzekről való tudomány
- Ars heraldica, avagy czimerekről való tudomány
- Egyháztörténelem
- Erdélyi fejedelmek sirkövei
- Debreczen város historiája, Nagyvárad városáról értekezés, Osztervald Péternek a szerzetes rendekről irt német munkájának fordítása
- Mausoleum principum Transilvaniae; Methodus, vel tabula, qua scientiam numismaticam bono ordine tractandam… offert
- Succincta commentatio heraldico critica de insignibus regni Hungariae, ut et principatus Transilvaniae heraldicis

- Chorographia magni principatus Transilvaniae (megvan másolata az Országos Széchényi Könyvtárban)
- Historia litteraria Hungariae, Succincta juris Hungarici historia; Commentatio in Virgilium